# Piazza Martiri della Libertà (Novara)
Piazza Martiri della Libertà (già piazza Castello, successivamente piazza Vittorio Emanuele II) è la piazza più grande di Novara.
La piazza è dominata dalla statua equestre intitolata a Vittorio Emanuele II, primo re d'Italia, incoronato proprio a Novara. Su piazza Martiri si affacciano poi il Castello Visconteo-Sforzesco, sede attuale di eventi e mostre artistiche, e il Teatro Coccia, il teatro più storico del Piemonte. Il Castello, un tempo molto più vasto del complesso oggi rimasto, è circondato dall'Allea, uno dei più grandi giardini pubblici di Novara.